# Шарль Ніколя Бодіо
Шарль Ніколя Бодіо (фр. Charles Nicolas Baudiot; 29 березня 1773, Нансі — 26 вересня 1849, Париж) — французький віолончеліст і педагог.
Закінчив Паризьку консерваторію у Жозефа Жансона, надалі викладав в цьому закладі. З 1816 р. грав у королівському оркестрі. В 1805 р. разом з Жаном Анрі Левассером опублікував підручник гри на віолончелі, що включав окремий розділ, присвячений проблемам акомпанування на цьому інструменті (фр. Methode de Violoncelle et de Basse d'Accompagnement), — ця книга була прийнята як офіційний навчальний посібник консерваторії; у 1826 році випустив нову, власну версію підручника.
Інструмент роботи Страдіварі, на якому грав Бодіо, отримав його ім'я і надалі був одним з основних інструментів Григорія П'ятигорського, який у своїй автобіографічній книзі, виключно високо оцінюючи достоїнства інструменту, розповідає й анекдотичний епізод з біографії Бодіо, який, виступаючи у другому відділенні концерту, не поцікавився програмою першого і почав виконувати у власному перекладенні для віолончелі та фортепіано ту ж симфонію Йозефа Гайдна, яка щойно прозвучала у виконанні оркестру.